# الصالونات الثقافية المغربية

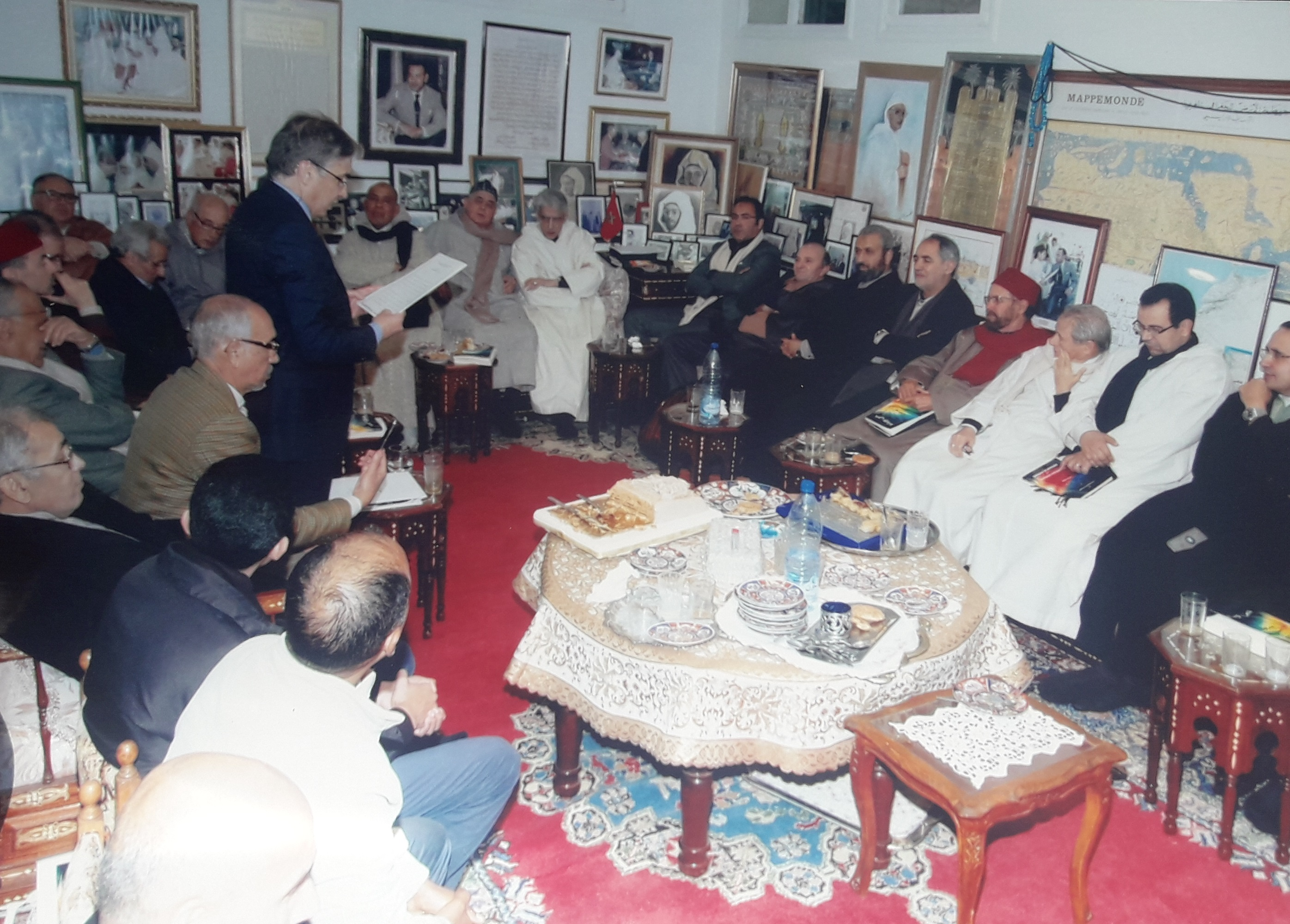
صورة لإحدى جلسات صالون النادي الجراري يُلقي فيها الدكتور محمد نجيب لُبريس إحدى قصائده.

الصالونات الثقافية المغربية هي مجموعة من الأندية الثقافية والأدبية بالمملكة المغربية، افتتحت بغرض النقاش وتبادل المعارف بين المثقفين والمهتمين بالمواضيع الأدبية والتاريخية والعلمية.

## تعريف الصالون الثقافي
الصالون كلمة ذات أصل لاتيني (salon) وتعني عموما المكان الذي يستقبل فيه أهل البيت زوارهم. أما الصالون الثقافي أو الأدبي فهو فضاء يخصّص لمجموعة من الأدباء والفنانين وأهل المعرفة والثقافة لأجل النقاش وتبادل المعارف الأدبية والتاريخية والعلمية وغيرها. بغرض مواكبة التطورات الحاصلة، ومناقشة مختلف القضايا التي تهم الفكر والأدب، قصد الارتقاء بالمستوى المعرفي للحاضرين، وخلق جوّ خصب من الحوار والسّجال المسؤول والمثمر القائم على الحجج والأدلة. لذلك يعد الصالون الثقافي منبعا لنشر الوعي والتنوير، ومأدبة علمية رفيعة المستوى.

## تاريخ الصالونات الثقافية
هناك اختلاف في تحديد تاريخ الصالونات الثقافية، لكن الثابت أنها ظاهرة قديمة عرفتها الكثير من الحضارات التي توجد عندها آثار لفكرة الصالون الثقافي. كان لدى الفراعنة تجمعات يتم فيها الغناء وإلقاء الشعر. وكذلك كان الأمر في الحضارة البابلية. كما اعتنى الإغريق بمثل هذه التجمعات الثقافية. وعُرف العصر الجاهلي ب «سوق عكاظ» التي كان بمثابة منصة ثقافية عند العرب، يتم فيها إلقاء الشعر وتبادل الملاحظات النقدية.
ومن أوائل الصالونات العربية نذكر صالون سكينة بنت الحسين التي كانت تدير أشهر ملتقى ثقافي، إذ كان يجتمع في بيتها بالمدينة المنورة نخبة من علماء وفقهاء ولغويين وشعراء وفصحاء، يتحاورون ويتناقشون ويتنافسون في حضرتها، فكانت في بعض الأحيان ترجّح بينهم أو توجّه برؤية نقدية مبنية على أصول الموازنة النقدية. أما في الأندلس، فكان هناك صالون الشاعرة ولادة بنت المستكفي التي كان لها مجلس في قرطبة خلال القرن الحادي عشر الميلادي يحضره الأعيان وأهل الشعر والفن. أما في المغرب، فكان للشاعرة حواء بنت تاشفين اللمتونية (ق11م) صالونا أدبيا يجتمع فيه كبار الأدباء والشعراء. نقرأ: «أمرت الحرة حواء اللمتونية بمراكش بمجلس الكتبة والشعراء كانت تحاضرهم فيه وكانت ذات نباهة».
يرجّحُ أن ثقافة الصالونات انتقلت من الأندلس إلى محيطها الأوروبي خاصة إيطاليا وفرنسا. ثم ستعود إلى العالم العربي من جديد دون أن يعني ذلك أن في الأمر تقليدا للغرب، بقدر ما هو حسب البعض«بضاعتنا رُدَّت إلينا». من أشعر الصالونات الثقافية خلال القرن العشرين نجد صالون مي زيادة الذي انطلق في 24 أبريل 1913م وامتد لمدة عشرين سنة. وقد شكل ملتقى لشخصيات بارزة مثل مصطفى صادق الرافعي، وعباس محمود العقاد. ودارت في هذا الصالون الكثير من السجالات والخصومات النقدية.

## الصالونات الثقافية في المغرب
بدأت الساحة الثقافية المغربية مع بداية القرن العشرين تعرف نوعا من التحرك الذي سيتسع شيئا فشيئا. وذلك من خلال انتشار الصالونات الثقافية. من أبرز هذه الصالونات نذكر:
- في مدينة الرباط: نادي الكاتب الشريف عبد الكريم الوزاني، نادي المؤرخ والأديب محمد بوجندار، نادي الفقيه والمؤرخ محمد بن علي دينية، نادي الفقيه الحاج محمد بنعبد الله، نادي الفقيه سيدي المدني بن الحسني، نادي الأديب أحمد الزبدي، ونادي الأديب عبد الله الجراري.
- في مدينة فاس: نادي مولاي إدريس بن عبد الهادي العلوي، نادي محمد بن أحمد الكردودي، ونادي عبد السلام بن سودة.
- في مدينة مراكش: نادي الأديب مختار السوسي، ونادي شاعر الحمراء محمد بن إبراهيم
- في مدينة تطوان: نادي عبد السلام بن ريسون، نادي الحاج عبد السلام بنونة، نادي تقي الدين الهلالي، ونادي الفقيه الأديب محمد بوخبزة.
- في مدينة آسفي: نادي مولاي امحمد البوعناني، ونادي القاضي العبادي.
- في مدينة القصر الكبير: نادي وليد البشوري، نادي محمد المويح النحوي، ونادي أحمد بن قاسم الدشوري.
- في مدينة تاوريرت: صالون وادزا الأدبي والثقافي (جمعية وادزا للثقافة والتنمية.

توجد هذه النوادي كذلك في الأقاليم الصحراوية الجنوبية، بل تعد هذه المناطق من أبرز من اهتم بالمجالس الأدبية خاصة ما يرتبط بالشعر. إلا أن ما يميز هذه المجالس أنها لم تكن تتم في أمكنة معينة وفي زمان محدد بحيث كانت تتحكم فيها ظروف الصحراء.
ويظهر من هذا الجرد أن الصالونات الأدبية تكاد تشمل جميع المدن المغربية، من أقصى الشمال إلى أقصى الجنوب. مما يدل على أن الحركية الثقافية لم تكن حكرا على المدن الكبرى. وسوف نركز في هذا السياق على أهم الصالونات الثقافية التي ما تزال تقيم جلساتها بشكل مستمر، ذلك أن أغلب هذه الأندية كانت تنتهي بمجرد موت مؤسسيها. ويمكن تتبع أهم الصالونات الثقافية في المغرب فيما يلي:

### النادي الجراري

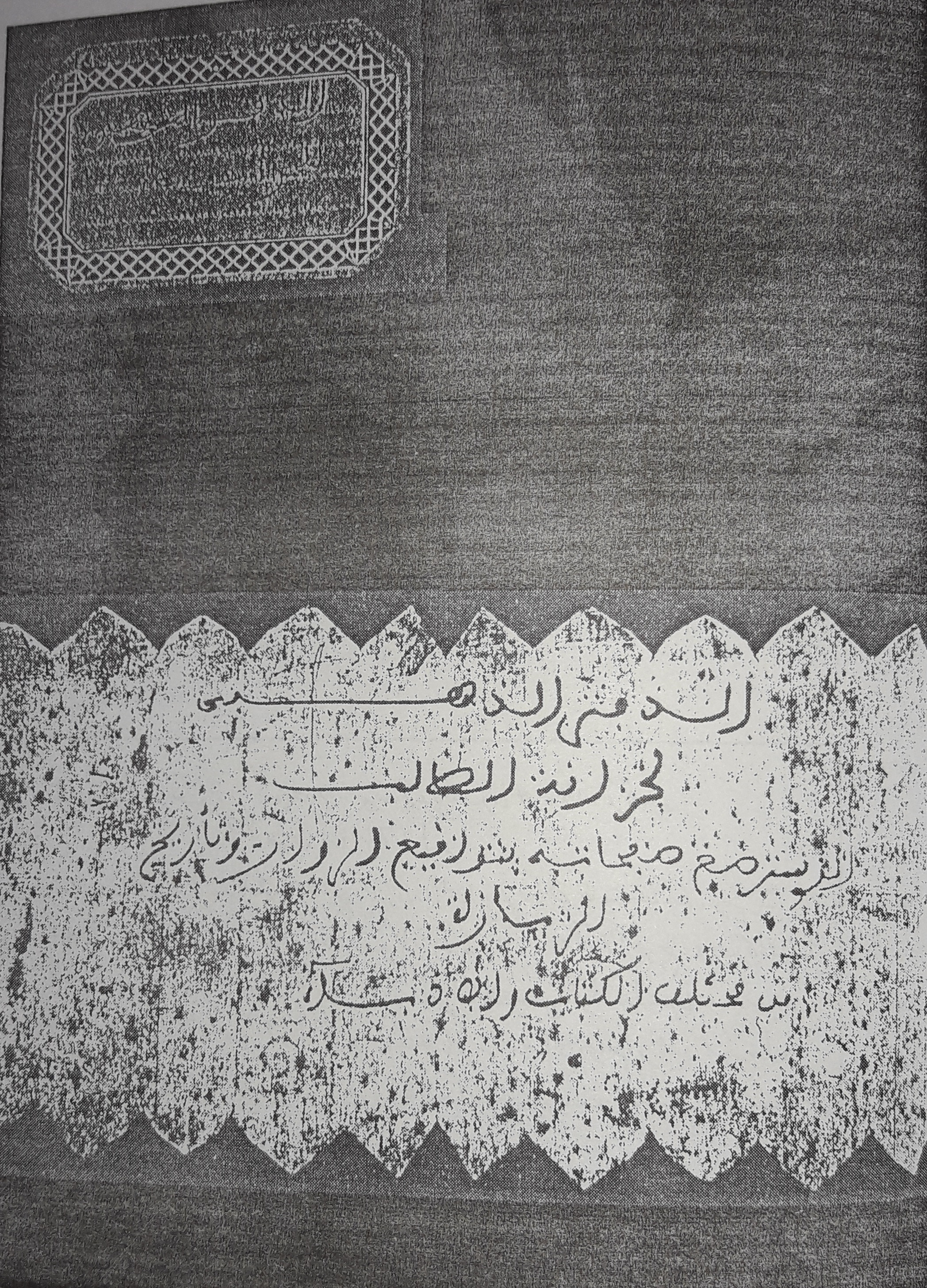
صورة غلاف "الدفتر الذهبي" الذي خصصه عبد الله الجراري لتدوين كلمات زوار النادي.

تم تأسيس هذا النادي في مطلع ثلاثينيات القرن الماضي (1930م) على يد العالم المغربي عبد الله بن العباس الجراري. إذ جعله منتدى يلتقي فيه بعد عصر كل جمعة رجال العلم والأدب من مغاربة ووافدين. وقد جاء تأسيس النادي في أجواء الحركة الوطنية التي كانت انطلاقتها أيضا في هذه المرحلة. حيث ارتبط التأسيس الأول للنادي بحدث مهم في تاريخ المغرب هو ظهير 16 ماي 1930 الذي يُعرف ب «الظهير البربري» الهادف إلى الفصل بين العرب والأمازيغ، فتصدى رجال الحركة الوطنية لهذا الأمر. تزعم عبد الله الجراري هذه الحركة، ثم قُبض عليه وحوكم وسجن. بعد الإفراج عنه بدأ أصدقاؤه ومن طلبته يقصدونه لتهنئته، فأدت الزيارات المتكررة والمتوالية إلى ولادة فكرة النادي. وقد استمر النادي إلى آخر جمعة من حياته. وبعد وفاته، تواصلت جلسات النادي برغبة من ابنه الدكتور عباس الجرّاري، عميد الأدب المغربي.
تتمثل أهداف النادي في تبادل الحديث والمذاكرة في موضوعات وقضايا علمية، وأدبية، ووطنية، من خلال تقديم كتب جديدة ومناقشتها، وإلقاء القصائد الشعرية. إلى جانب الاهتمام بالجانب الصوفي والفني خصوصا الموسيقى، والملحون بحضور أساتذة وموسيقيين. لهذا يصنف النادي اليوم بأنه أقدم نادٍ ثقافي بالمغرب ما يزال يفتح أبوابه، ويقيم جلساته بانتظام.
ويعقد النادي جلسات لمناقشة قضايا متنوعة، كما نظم ندوات وطنية، منها:
- نـدوة: «ظاهرة الأندية الأدبية في المغرب» (مطبوعة).
- نـدوة: «العناية بالقرآن الكريم في المغرب» (مطبوعة).
- نـدوة: «كتابة تاريخ العدوتين» (مطبوعة).
- نـدوة: «الرحلات المغربية الداخلية: 1912-1956»، بتعاون مع كلية الآداب بجامعة محمد الخامس – الرباط. (مطبوعة).

#### إصدارات النادي
أصدر النادي الجراري أزيد من 101 كتابا للتعريف بالنادي، وبالثقافة المغربية الأصيلة في مختلف جوانبها. في هذا السياق صدرت عدة كتب للتعريف بمسار النادي وأعضائه منها ثلاثة كتب للدكتور محمد احميدة:
- من تاريخ الأندية الأدبية في المغرب: النادي الجراري بالرباط لمؤسسه العلامة عبد الله الجراري، مطبعة الأمنية الرباط، 2004.
- حركية النادي الجراري خلال العقد الأول من القرن الحادي والعشرين، مطبعة الأمنية الرباط، 2008.
- شعراء النادي الجراري: الشاعر والنص، دار أبي رقراق للطباعة والنشر، الرباط، 2015.

كما صدر للتعريف بالنادي ما يلي:

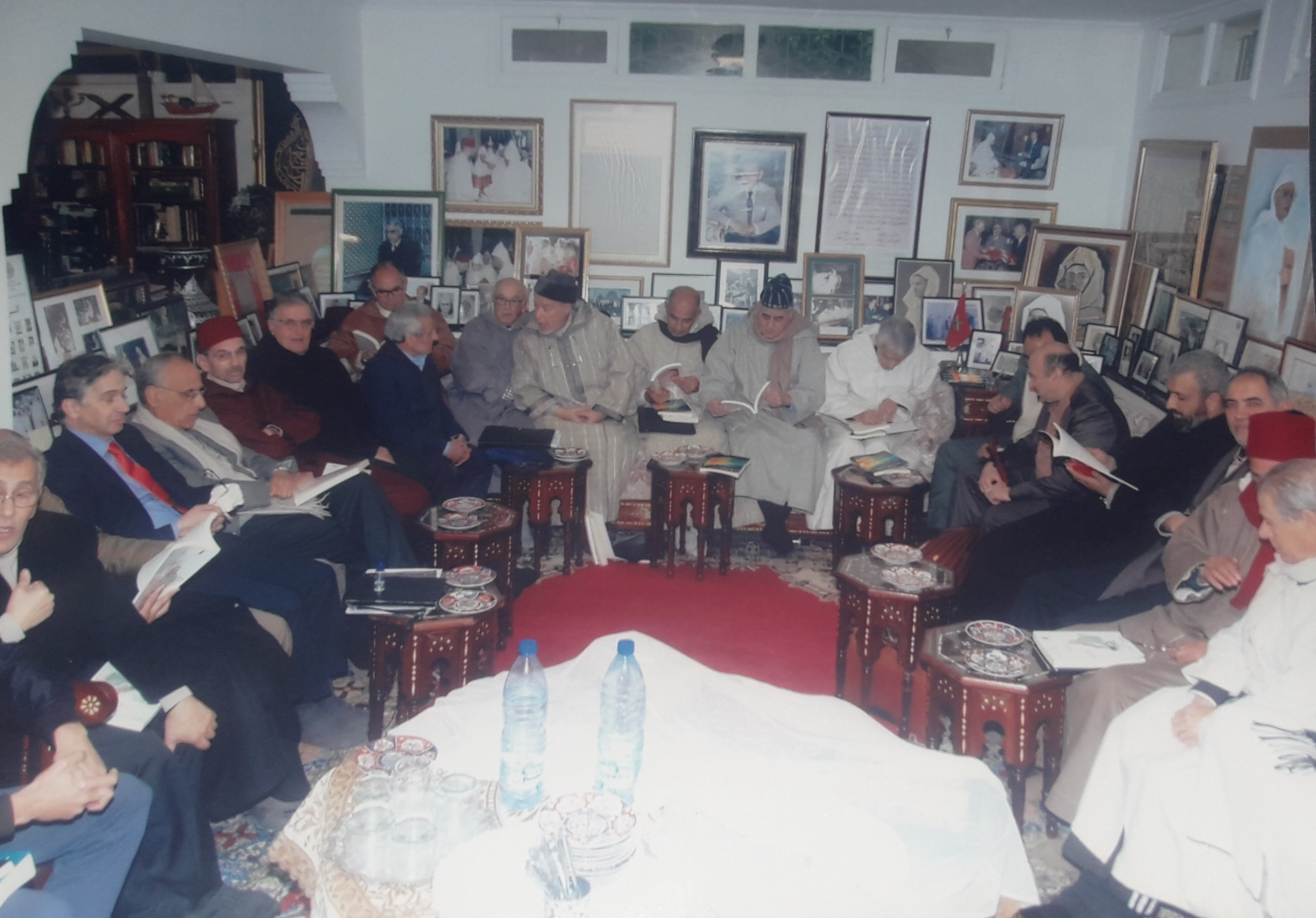
صورة لإحدى جلسات النادي الجراري يوقع فيها الدكتور عباس الجراري كتاب "دين وسياسة".

- الرباط مدينة الثقافة والفنون (نشر كلية الآداب - جامعة محمد الخامس، الرباط - 2013م).
- من حسنات النوادي الأدبية: النادي الجراري أنموذجا للدكتور جمال بنسليمان. منشورات النادي الجراري رقم 83 (الطبعة الأولى - دار السلام 2019م).

كما عقد النادي شراكات علمية وثقافية مع مؤسسات من بينها «إثنينية» الشيخ عبد المقصود خوجة بجدة - المملكة العربية السعودية 2001 م، وشراكة مع «منتدى الأدب لمبدعي الجنوب» بتارودانت 2009 م.
من جهة أخرى، فقد أطلق النادي الجراري في 27 يونيو 2009 جائزة «عبد الله الجراري في الفكر والأدب»، التي تركز كل سنتين على مواضيع التراث الفكري والثقافي والأدبي، وموقف الفكر والأدب من قضايا الأمة ومشكلات العصر وغيرها.
وقد خلد النادي الجراري خلال سنة 2020 الذكرى التسعين لتأسيسه. وعلى امتداد هذه العقود عرف تطورات في مستويات عديدة عبر مرحلتين؛ امتدت الأولى مع المؤسس من سنة 1930 إلى غاية وفاته سنة 1983. وابتدأت الثانية مع ابن المؤسس الدكتور عباس الجراري وتمتد إلى اليوم.
وتميز عمل النادي الجراري على مدى هذه القرون بتنوع أنشطته سواء تلك التي تنتظم عصر كل جمعة داخل مقره (زهرة الآس) أم تلك التي عمل على إخراجها إلى التلقي الواسع بشراكة مع مؤسسات جامعية، وهيئات أكاديمية، أو منظمات المجتمع المدني. علاوة على أن من الأعمال الأساسية التي ينهض بها النادي دعم العمل الثقافي من خلال «منشورات النادي الجراري» التي تتميز بتنوع موضوعاتها، ونشر أعمال الباحثين دعما وتشجيعا لهم.
لقد تطورت جلسات النادي مع مرور الزمن. إذ كانت زمن المؤسس العلامة عبد الله الجراري تركز على أحاديث ذات مواضيع أدبية وتاريخية وفقهية وسياسية، ارتبطت بطبيعة المرحلة التي عرفها المغرب (زمن الحماية). بالإضافة إلى أن بعض أعضاء النادي كانوا ثلة من رجالات الحركة الوطنية، بل منهم من كان من المُوقعين على وثيقة المطالبة بالاستقلال، ثم امتدت بعد ذلك على مدى يقارب ثلاثة عقود من عهد الاستقلال. بيد أن المرحلة الثانية ستعرف قفزة نوعية بالتحاق مجموعة من الجامعيين والمثقفين والطلبة من مشارب متنوعة. مما أغنى أحاديث هذا المجلس، وأصبح أكثر انتظاما وعطاء، حيث ظل الدكتور عباس الجراري وفيا للتقليد الذي سنّه والده رغم ما تقلده من مهام جديدة خاصة تعيينه من لدن الملك الحسن الثاني بمهمة داخل الديوان الملكي في يناير 1999. ثم تعيينه بعد ذلك مستشارا للملك محمد السادس في 29 مارس 2000.
ومن الكتب التي تؤرخ لهذه الجلسات والأحاديث نذكر:
- مجالس النادي الجراري، إعداد وتقديم محمد احميدة، منشورات النادي الجراري 91، 2020
- عبد الله بن العباس الجراري، كتاب المجالس الأدبية، تقديم وتحقيق عائشة نواير، منشورات النادي الجراري 96، 2020.

يصنف النادي الجراري اليوم بكونه أهم صالون ثقافي مغربي، ذلك أنه خلق من الصالون مؤسسة ثقافية مكتملة الأركان. فقد أدت الاستمرارية التي عرفها إلى تحقيق تراكم مهم لم يحقق مثله أي صالون آخر. كما أن هذا النادي ظل يسهر باستمرار على نشر الكتب والمحاضرات التي تدور في المجلس، والندوات التي تُقام على مدار العام، الأمر الذي جعله يتصدر الصالونات والأندية الثقافية المغربية.

### صالون زهرة زيراوي
أسست الكاتبة زهرة زيراوي هذا الصالون سنة 1990 بحي المعاريف بالدار البيضاء، وامتد لأزيد من خمسة عشر عاما. كان فيها قِبلة للكتاب والمبدعين والأدباء والفنانين من مختلف التوجهات. وصل الصالون في آخر انعقاد له إلى اللقاء رقم ثمانين. حضر هذه الجلسة الأدبية والفنية أدباء ومثقفون وشعراء من داخل المغرب، لتكريم مجموعة من الأدباء والمبدعين من بينهم الشاعر أحمد بلحاج آية وارهام، الروائي والناقد العراقي علي القاسمي، القاص والروائي فيصل عبد الحسن، الكاتب مصطفى صدوقي.
توفيت زهرة زيراوي سنة 2017 عن عمر امتد لسبعة وسبعين سنة. وقد عُرفت بكتابة القصة، والرواية، والشعر، والمقالة الأدبية، كما احترفت ممارسة التشكيل، إذ لها مشاركات في عدة معارض داخل المغرب وخارجه. فضلا عن المشاركة في العديد من المهرجانات الأدبية العربية والأوروبية. نشطت في سنواتها الأخيرة بالعاصمة البلجيكية بروكسل التي نظمت فيها العديد من الندوات الفكرية، رغبةً منها في مد الجسور بين الثقافات والأمم.
واعترافا بإسهاماتها الجليلة في خدمة الثقافة المغربية، وبعطائها الإنساني المتواصل، أطلقت جامعة المبدعين المغاربة جائزة وطنية تعنى بالإبداع الشبابي تحت اسم "جائزة زهرة زيراوي للإبداع الشبابي" تخليدا لاسمها، ولصالونها الذي برزت بفضله أسماء أدبية عديدة بالمغرب من خلال تنظيم الأمسيات الشعرية، واللقاءات الأدبية، والفنية، والتكريمية للأدباء المغاربة والعرب والأجانب.

### صالون الربوة الثقافي

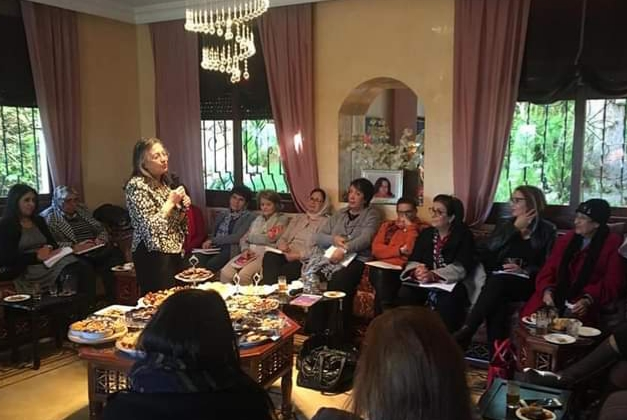
إحدى حلقات صالون الربوة الثقافي

صالون ثقافي من تأسيس السيدة خديجة شاكر التي جعلت من منزلها مقرا لمؤسسة أطلقت عليها اسم «مؤسسة الربوة للثقافة والفكر». دأبت من خلال هذه المؤسسة على تنظيم لقاءات ثقافية وأدبية كل شهر لاستقبال نخبة من نساء المغرب، بغرض مناقشة إبداعات أدبية وتقديم قراءات تحاول تجاوز المنهج الأكاديمي الجاف إلى إبراز الجوانب الوجدانية التي تربط القارئ بالنص.
تم اختيار اسم «الربوة» استنادا إلى موقع منزلها المطل على ربوة عالية بمدينة الرباط. ذلك أن المنزل يطل على المدى الشاسع لواد عكراش، أحد روافد نهر أبي رقراق الفاصل بين مدينتي الرباط وسلا. وقد ارتبط اسم المؤسسة باسم خديجة شاكر التي أصبحت تلقّب بسيدة الربوة. ويتميز الصالون بحضور نوعي ومداخلات قيّمة تُفتتح عادة بكلمة ترحيبية لصاحبة الصالون، ثم تقديم ضيفة اللقاء، قبل أن تُسند مهمة التسيير لواحدة من «سيدات الربوة»، ثم تُمنح الكلمة للأديبة أو الباحثة المحتفى بها. ليُفتح بعدها باب التفاعل والنقاش مع الكتاب أو مع الكاتبة التي حلت ضيفة لحلقة الشهر.
وقد تجاوز عدد لقاءات الربوة حتى اليوم أكثر من خمسين موعداً. من بين الأسماء التي حضرت صالون «سيدات الربوة»: ليلى أبو زيد، جسرين اللعبي، حنان درقاوي، لطيفة لبصير، العالية ماء العينين، لطيفة باقا، ربيعة ريحان، عائشة البصري، أسماء لمرابط، عائشة بالعربي، وغيرهن من المبدعات والباحثات.
تتحدد أهداف «مؤسسة الربوة للثقافة والفكر» في التعريف بالثقافة المغربية المتنوعة شعرا ورواية وزجلا ومسرحا وفكرا. وقد نظمت هذه المؤسسة بشراكة مع المكتبة الوطنية سنة 2017 تقديم الكتاب الأول من «أوراق الربوة» الذي يحتفي بالإبداع النسائي ويثمن عطاء نساء الربوة وقراءاتهن داخل الصالون.

### صالون أسماء بنكيران للثقافة والفنون

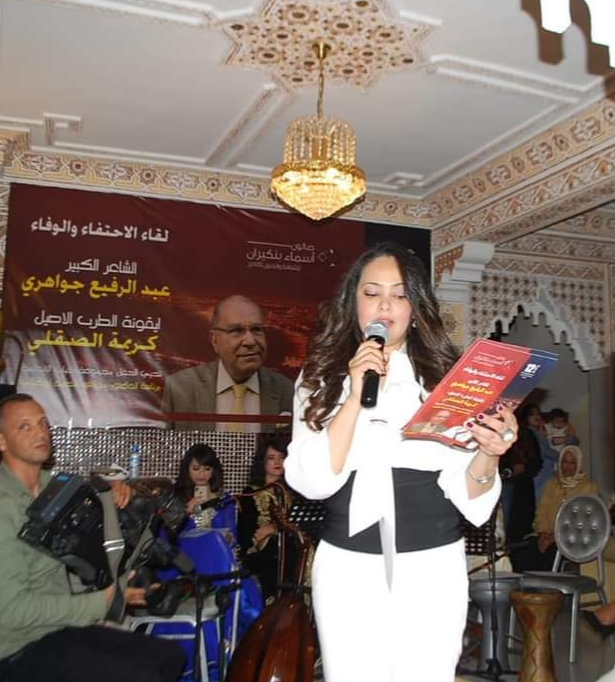
الشاعرة أسماء بنكيران

تأسس هذا الصالون سنة 2014 بمدينة أكادير من قِبل الشاعرة أسماء بنكيران. حيث ينعقد مرة كل ثلاثة أشهر. ويسعى الصالون إلى إثراء الحركة الثقافية والفكرية والفنية بمدينة أكادير، وذلك عبر استضافة مجموعة من المبدعين والكتاب والشعراء والفنانين من داخل وخارج المغرب بهدف فتح حوار ثقافي يتيح مد جسور التواصل بين الأجناس الأدبية، وكذا تعزيز العلاقات الإنسانية بين المنتجين الثقافيين والفنانين المشاركين.
ينفتح  صالون أسماء بنكيران للثقافة والفنون على جديد الإبداع المغربي والعربي والإنساني كما يخصص كل جلسة من جلساته الشهرية لإثارة موضوع ذي علاقة  بالقضايا والأسئلة ذات الصلة بالراهن الثقافي والفني والفكري  للمغرب، يحضرها الإعلاميون والصحفيون وأساتذة الجامعة  وعموم المهتمين بموضوعات الصالون.
ويستضيف الصالون في كل أمسية علماً من أعلام الفن أو الشعر أو الأدب أو السياسة أو الاقتصاد ليتحدث عن مساره وتجاربه في الحياة والإبداع. كما يحرص الصالون على تشجيع المبدعين الشباب، انطلاقا من الانفتاح على الحساسيات الفنية الجديدة، ومد يد المساعدة لها، كي تسهم في إغناء الساحة الثقافية والفنية محليا، وجهويا، ووطنيا.
إن ما يميز هذا الصالون أنه تارة ينعقد في المغرب، وأحيانا ينعقد في باريس مثلما حدث في الدورة العاشرة عبر الاحتفال بالإبداع والفنون الصوفية والتراثية المغربية، بُغية الانفتاح على مغاربة العالم. وقد وصل الصالون الآن إلى دورته الثانية عشرة.
ومن بين الأسماء والشخصيات التي تم الاحتفاء بها في الصالون نذكر: الشاعر عبد الرفيع جواهري، الفنانة كريمة الصقلي، الكاتب عمر حلي، الأديبة خناثة بنونة، المسرحي عبد القادر عبابوا، الفنان محمود الإدريسي، الممثل رشيد الولي...

## الصالونات والانفتاح الثقافي
تلعب الصالونات الثقافية اليوم دورا أساسيا في التعريف بالثقافة والهوية المغربية ليس فقط على الصعيد الوطني، وإنما أيضا على الصعيد العالمي. في هذا الإطار، ظهرت بعض الصالونات التي تنفتح على مغاربة العالم في القارة الأوروبية والأمريكية. من قبيل:

### الصالون الثقافي المغربي الألماني
أُسّس سنة 2018 بألمانيا من قِبل الجمعية المغربية الألمانية للثقافة والاندماج التي ترأسها السيدة ناديا يقين. يعد الأول من نوعه في ألمانيا سواء من حيث التنظيم أو المواضيع التي يتم تناولها، دون نسيان نوعية الحضور. ذلك أن الصالون يشهد مشاركة وازنة لمغاربة ينتمون لتخصصات مختلفة، تشمل مجال عالم الأعمال، الثقافة والفن، الاقتصاد، الطب، الإعلام، السياسة، نشطاء في المجتمع المدني وممثلين عن القسم الاجتماعي والثقافي للقنصلية المغربية بفرانكفورت، كما عرف في الدورة الثالثة حضور السيدة القنصل العام بثينة الكردودي الكلالي التي نبهت في كلمة ألقتها بالمناسبة إلى ضرورة تعزيز انفتاح أفراد الجالية على المجتمع الألماني، وعلى المشاركة السياسية بحكم كونهم مواطنين مغاربة ألمان. لأن ثنائية انتمائهم تعد قيمة مضافة لهم ونجاحهم في بلد الاستقبال هو نجاح للمغرب أيضا.
ويسعى الصالون إلى مناقشة قضايا تهم المغاربة الألمان، وخلق شبكة يكون بمقدورها تمثيل المغرب والثقافة المغربية وتعزيز تواجدها في المشهد الألماني على كل المستويات.
من أهداف الصالون:
- تنظيم الصالون الثقافي المغربي الألماني بشكل دوري وتعميمه على مدن ألمانية أخرى؛
- الدعوة إلى تأسيس مركز ثقافي مغربي أو دار المغرب؛
- تقوية الحضور المغربي في الإعلام الألماني؛
- خلق مبادرات مشتركة مع مثقفين ومفكرين وإعلاميين ألمان؛
- دعم المشاركة السياسية للمغاربة الألمان والتشجيع عليها ودعمها؛
- دعم اللغة العربية من خلال ورشات في الكتابة؛
- دعم حضور المرأة المغربية في الساحة الألمانية؛
- تأسيس جمعية تضم رجال الأعمال المغاربة الألمان لدعم المبادرات الثقافية المغربية؛

### الصالون الثقافي الأمريكي الأوروبي المغربي للثقافة والفنون والإبداع
أُسّس هذا الصالون يوم 14 فبراير 2021 بإشراف من لدن التحالف الديمقراطي لبعض الجمعيات المغربية بأوروبا وأمريكا الشمالية، بهدف تشجيع المبدعين في مجالات الثقافة والفنون والإبداع في كل من المغرب وأمريكا الشمالية وأوروبا. وهو تقارب سيجمع لأول مرة بين قارات ثلاث؛ إفريقيا التي يمثلها المغرب، وأوروبا التي تمثلها إيطاليا وفرنسا وبلجيكا، ثم قارة أمريكا الشمالية التي تمثلها ولاية تكساس الأمريكية.
وعلى الرغم من بعد المسافات الجغرافية بين القارات الثلاث، إلا أن الصالون الثقافي سيساهم في تقريبها من خلال جمع شمل مختلف المبدعين والمواهب في القارات الثلاث. لأن من أدوار الثقافة والفن والإبداع اختراق الحدود والتقريب بين الشعوب، وردم الهوة الفاصلة بين الأمم.
وقد تم الاتفاق على تعيين مدراء لمختلف الصالونات الثقافية في كل دولة على الشكل التالي:
- السيد محمد ملودجي: مدير للصالون الثقافي بالمغرب.
- السيد عبد الرحيم ملودجي: مدير للصالون الثقافي بإيطاليا.
- السيدة عزيزة الرويسي: مديرة للصالون الثقافي بفرنسا.
- السيدة خديجة أسخير: مديرة للصالون الثقافي بولاية تكساس بأمريكا الشمالية.
- السيدة نوفيسة أسخير: مديرة للصالون الثقافي ببلجيكا.[13]

لقد أدت جائحة كورونا التي ألقت بظلالها على العالم إلى توقف انعقاد الصالونات الثقافية حضوريا، إلا أنها استمرت في عملها عن بعد باستعمال التطبيقات التي تتيح الاجتماعات الافتراضية حفاظا على سلامة المشاركين. وهكذا، سهّلت التقنيات الحديثة انعقاد اللقاءات، كما ضاعفت من عدد الحاضرين من خلال انفتاحها على شريحة أكبر من المهتمين والمثقفين والمبدعين داخل المغرب وخارجه، متجاوزة في ذلك عوائق الحدود الجغرافية المغلقة.
إن الصالونات الثقافية هي تراث معرفي يعبّر عن عمق التاريخ والحضارة المغربية التي كانت دوما تهتم بتدارس قضايا الأدب والفن والموسيقى والتشكيل والعلوم والمعارف المختلفة. بهذا المعنى، فالصالون الثقافي هو جزء لا يتجزأ من مسار النهوض بالوعي الأدبي والفني لدى شريحة واسعة من المجتمع، بغية تكريس مبدأ إدخال الفكر بأشكاله المتنوعة إلى البيوت، وخلق دينامية ثقافية متواصلة.